# Club Deportivo Portugués
El Club Deportivo Portugués, fundado el 24 de agosto de 1952 por un grupo de entusiastas aficionados portugueses, fue hasta 1985 un equipo de fútbol profesional de Venezuela con sede en Caracas.

## Historia
Al inicio de la era profesional del fútbol venezolano los principales clubes eran de origen europeo, ello por las colonias de españoles, italianos y portugueses que principalmente se habían radicado en Venezuela, es así como nacen por iniciativa de estas comunidades el Deportivo Español, Deportivo Italia y el Deportivo Portugués.

### Era dorada
El Deportivo Portugués participó por primera vez en la segunda temporada de la era profesional del fútbol venezolano en 1958, ese mismo año se hizo con el título del torneo de la primera división, además René Irasque fue el mayor goleador de esa temporada con 6 tantos. 
En 1959 consiguió el subcampeonato y en 1960 obtiene su segundo título de manera invicta, José Luis Iglesias del Deportivo Portugués logró 9 goles siendo el mayor goleador de la temporada. 
Para 1962 se impone ante Universidad Central FC y logra el tercer campeonato. En 1963 Aldeny Izidoro "Nino" se convierte en el máximo goleador del torneo y el equipo consigue el subcampeonato. Desde 1964 hasta 1966 apenas logró resultados positivos.
En 1967 consiguen el cuarto y último campeonato de la Primera División; ese año João Ramos rompió su propio récord de 20 goles en el torneo nacional al llegar a las 28 anotaciones. Tuvieron su primera participación internacional, en la Copa Libertadores de 1968.

### Declive
Ya desde 1969 el Deportivo Portugués comenzó a obtener resultados negativos y a ocupar las últimas posiciones de cada temporada, desde 1975 se clasificaron a las segundas rondas. En 1979 vuelven a ocupar las últimas posiciones del campeonato hasta que descienden a la segunda división venezolana en 1982, el club logra el ascenso para 1984 donde no logran los resultados esperados, además de la quiebra del equipo en 1985, de esta forma se deciden retirar del fútbol profesional venezolano. Muchos de sus jugadores incluyendo el técnico pasaron al Club Sport Marítimo de Venezuela también de origen portugués.

## Palmarés
- Primera División de Venezuela (4): 1958, 1960, 1962 y 1967
- Copa Venezuela (2): 1959 y 1972

- Datos: Q261035